# 王昭铨
王昭铨（1916年—2011年11月1日），男，安徽芜湖人，中华人民共和国政治人物，曾任南京市人民政府市长。

## 生平
王昭铨1916年出生于安徽芜湖，1938年参加中国共产党，毕业于安徽大学。曾在淮南中学，中共南京市委统战部，江苏省委统战部任职。1981年1月到1982年9月担任南京市人民政府市长。